# Joachim Knape

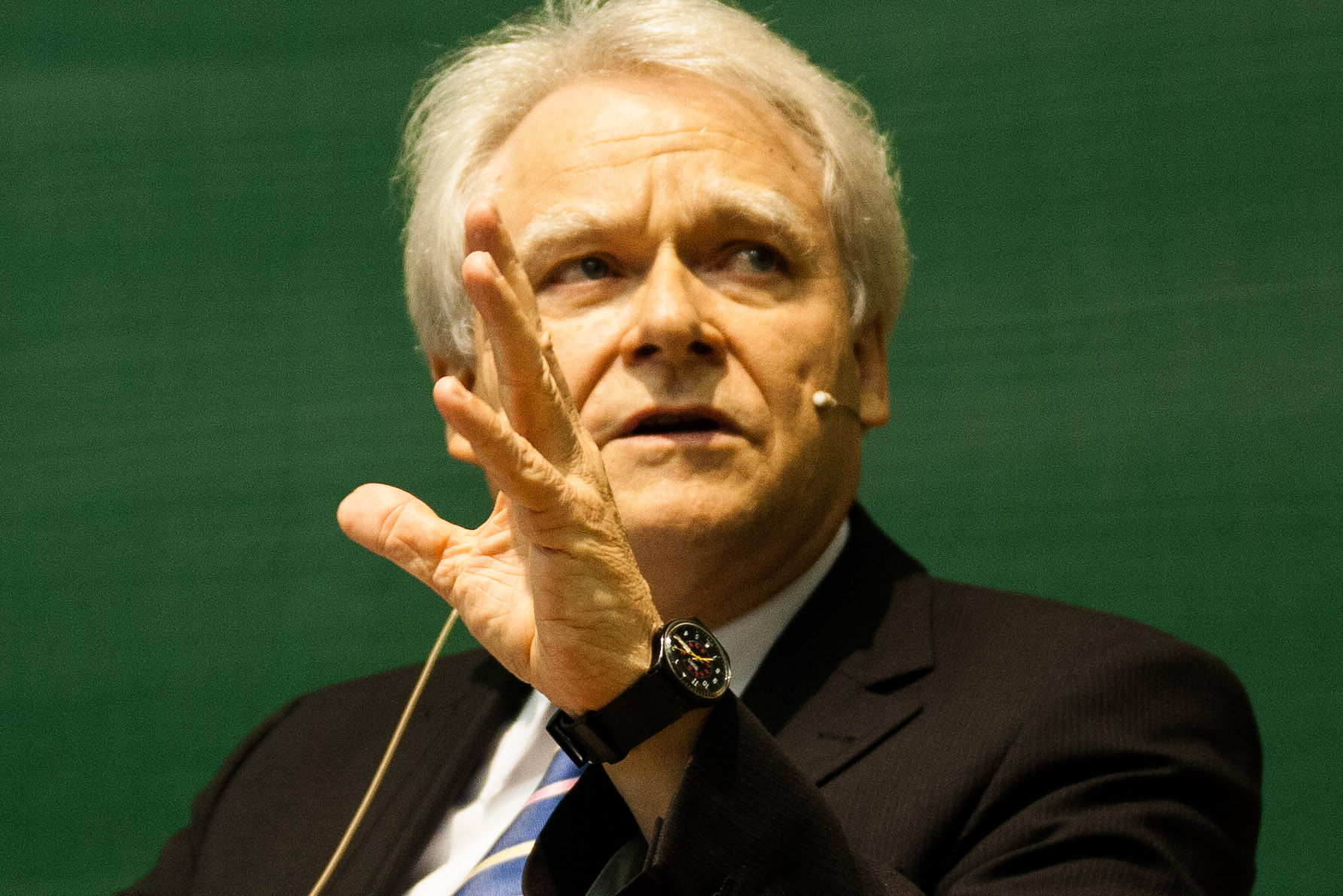
Joachim Knape

Joachim Knape (* 12. April 1950 in Heiligenstadt) ist ein deutscher Literaturwissenschaftler, der sich v. a. mit Rhetorikgeschichte und -theorie befasst. Knape war bis zu seiner Emeritierung im Sommer 2018 Professor für Allgemeine Rhetorik am „Seminar für Allgemeine Rhetorik“ der Eberhard Karls Universität Tübingen.

## Leben
Von 1970 an studierte Knape in Göttingen, Regensburg und Bamberg Germanistik, Politikwissenschaft, Philosophie und katholische Theologie. Im Jahre 1982 wurde er in Göttingen mit einer Arbeit zur Geschichte des Begriffs „Historie“ promoviert. Auch in der Folgezeit arbeitete er weiter auf dem Gebiet der älteren deutschen Literatur- und Sprachgeschichte.
1988 legte Knape in Bamberg seine Habilitationsschrift zu Leben und Werk des deutschen Humanisten Sebastian Brant (1457–1521) vor.
Bis 1991 war er Wissenschaftlicher Assistent in Regensburg (Neugermanistik) und Bamberg (Altgermanistik). Seit dem Jahre 1991 ist Knape Rhetorikprofessor an der Universität Tübingen.
Vom Wintersemester 2004/05 bis zum Sommersemester 2009 war Knape als Dekan der Neuphilologischen Fakultät der Eberhard Karls Universität Tübingen tätig. Ferner ist er 1. Vorsitzender des Vereins zur Förderung der Rhetorik in Wissenschaft und Praxis e. V., Tübingen.

## Rhetorik-Forschung
Knapes wichtigste Forschungsfelder sind die Rhetorikgeschichte und die Rhetoriktheorie. In neuerer Zeit kamen als weitere Schwerpunkte die Medienrhetorik und die Bildrhetorik hinzu.
Rhetoriktheorie: Knapes Hauptprojekt besteht in der Ausarbeitung einer modernen Rhetoriktheorie und der systematischen Neupositionierung der Rhetorikdisziplin. Der zugrundeliegende Ansatz ist neoaristotelisch und versteht Rhetorik als spezielle, handlungstheoretisch orientierte Kommunikationswissenschaft. In ihrem Mittelpunkt steht die Frage nach den Bedingungen effektiven, erfolgsorientierten, strategisch ausgerichteten und auf Persuasion setzenden Kommunikationsverhaltens im Sinne der Beeinflussung anderer mit Hilfe gesellschaftlich akzeptierter Kommunikationsmittel.
Rhetorikgeschichte: Der rhetorikhistorische Akzent liegt derzeit insbesondere auf der editorischen Aufarbeitung der ältesten deutschen Texte zur Rhetoriktheorie (Ausgaben: „Rhetorica deutsch. Rhetorikschriften des 15. Jhs.“ 2002 zusammen mit Bernhard Roll; „Friedrich Riederers Spiegel der wahren Rhetorik von 1493“ 2008 zusammen mit Stefanie Luppold; „Kaspar Goltwurms Schemata rhetorica von 1545“ in Vorbereitung).

## Philologisch-kulturwissenschaftliche Forschung
Knape pflegt auch weiterhin seine literarhistorischen Spezialgebiete zur älteren deutschen Sprach- und Literatur-, zur Humanismus-, Renaissance- und Frühneuzeitforschung sowie zur Ästhetiktheorie. Hier ist insbesondere auf die Bereiche Sebastian Brant, Petrarca-Rezeption und Historiographieforschung zu verweisen.

## Zitate zu den Grundlagen moderner Rhetoriktheorie
Rhetorischer Fall:

„Der ‚rhetorische Fall‘ tritt dann ein, wenn ein Sprecher das Zertum (seine innere Gewissheit) gefunden hat, es zu seinem Anliegen macht, mit oratorischem Impetus hervortritt und ihm mit seinem Ego autem dico [= „ich aber sage“] aktiv Geltung verschaffen will. In dieser Lage ergreift ein Mensch die Rolle des Vorsprechers, wir nennen ihn dann Orator. Rhetorik ist für ihn der Versuch, unter den determinierenden Bedingungen der Welt durch Ausagieren kommunikativer Handlungsmacht wenigstens für einen Moment informationelle Souveränität zu erlangen.“

Platonische Rhetorikdefinition:

„Unverrückbarer Ausgangspunkt bleibt die älteste und immer noch treffendste Definition, die platonische Bestimmung der Rhetorik als Psychagogie, als Seelenleitung des Menschen durch den Menschen.“

Praktische Rhetorikdefinition heute:

„In der Praxis ist Rhetorik die Beherrschung erfolgsorientierter strategischer Kommunikationsverfahren.“

Gegenstand und Perspektive der Rhetoriktheorie:

„Die Theorie der allgemeinen Rhetorik bezieht sich auf diese Praxis des handlungsmächtig eingestellten Kommunikators. […] Die Rhetoriktheorie interessiert sich nicht für den Kommunikator in Hinblick auf seine Rolle als Mitspieler im Konzert der kommunikativen Welt, sondern in Hinblick auf seine Rolle als Solist oder Dirigent, falls er den Taktstock ergreifen sollte. Sie ist mithin keine allgemeine Kommunikationstheorie, sondern eine spezielle. Ihre Perspektive ist ausschließlich die strategische Kommunikation des Menschen.“

Anthropologische Rhetorikdefinition:

„Rhetorik ist die kommunikative Möglichkeit des Menschen, einem von ihm als berechtigt angesehenen Anliegen, dem oratorischen Telos, soziale Geltung zu verschaffen und sich selbst damit, wenigstens im Moment des kommunikativen Erfolgs, aus sozialer Determination zu befreien“

Sozialhistorische Rhetorikdefinition:

„Lernen wir also die Rhetorik emphatisch als einen der großen Bewegungsfaktoren der Kultur schätzen.“

Gesellschaftstheoretische Rhetorikdefinition:

„Rhetorik als Dynamikfaktor der Kommunikation bedeutet in diesem Zusammenhang, dass Persuasion die entscheidende Sozialtechnik ist, Kodes über Einzelsituationen hinaus ständig weiter zu entwickeln und zu verändern.“

Technische Rhetorikdefinition:

„Rhetorik ist kommunikatives Kontingenz-Management. Im abstrakten Sinn läuft die rhetorische, d. h. persuasionsorientierte Kommunikation (einschließlich ihrer erfolgsorientierten Textgestaltungsstrategien) auf eine vom Orator durch kommunikative Akte zu erzeugende Kontingenz-Reduktion hinaus, die die Vielfalt der Verstehens- oder Reaktionsmöglichkeiten auf eine bestimmte Selektion begrenzen will, was zugleich auf die Etablierung oratorinduzierter [= vom Kommunikator textlich hervorgerufener] Ordnung im Denken und Fühlen des Adressaten hinausläuft.“

Rhetorischer Imperativ:

„Rhetorik war von Beginn an der Ausgang des Menschen aus gesellschaftlicher Sprachlosigkeit, und der rhetorische Imperativ lautet: Perorare aude. – Habe Mut, dich deiner eigenen Ausdrucksfähigkeit offen zu bedienen!“

Rhetorische Projektion:

„Dabei handelt es sich um ein projektives Adressaten- und Instrumentenkalkül. Was ist mit diesem umständlichen Begriff gemeint? Für den Orator sind kommunikative Mittel Instrumente, sie stellen sein Organon dar, mit dem er sehr bewusst umgehen muss. Der Orator kann sich mithilfe eigener projektiver Vernunft in sein Gegenüber hineinphantasieren, sich so auf die spezifische Strukturdeterminiertheit von Kommunikationspartnern einstellen und versuchsweise kalkulieren, welche Reaktion die von ihm eingesetzten Mittel der Beeinflussung beim Gegenüber selegieren könnten.“

Kognitionstheoretische Definition der Textrhetorik nach Aristoteles:

„Von welcher Ebene aus werden die textlichen Instrumente gesteuert? Was verbindet sie im Sinne der strategischen Kommunikation? Die Steuerungsebene ist die des im Text entwickelten und sprachlich entfalteten gedanklichen Konzepts. Für diese rhetoriktheoretisch zu abstrahierende Ebene soll auf das bei Aristoteles verwendete Wort diánoia [= „Gedankenführung“] zurückgegriffen werden. Diánoia bezeichnet in der Poetik zumeist das rationale Kalkül des Menschen bzw. des dramatisch handelnden Personals.“

„Für Aristoteles hat es die Rhetoriktheorie mit den Fragen der gedanklichen Lenkung des Menschen zu tun, wofür bei ihm der Begriff Diánoia steht (‚Poetik’, 19. Kap.).“

Kommunikativer Widerstand:

„Wie jeder Kommunikator bringt der Orator seine kognitiven Konstruktionen nach außen, indem er sie semiotisch kodiert und medialisiert, um sie im Bewusstsein seiner Kommunikationspartner zu verankern. Dieser Vorgang ist in allen seinen Phasen problematisch, weil sich aus Sicht des Orators auf mindestens fünf verschiedenen Ebenen kommunikativer Widerstand einstellt, der letztlich nur annähernde Kommunikationserfolge zulässt: 1. auf der kognitiven Ebene, womit das menschliche Denken und Fühlen insgesamt gemeint ist, 2. auf der Ebene der Sprache, 3. auf der Textebene, 4. auf Medienebene und 5. auf situativer Ebene.“

Persuasion technisch:

„Wir nennen das rhetorische Handeln Persuasion, d. h. Lenkung des Denkens der anderen nach dem auf Veränderung gerichteten Metabolieprinzip (Standpunktwechsel in Hinsicht auf Meinung, Einstellung oder Verhalten).“

„Mit P. wird struktural der Wechsel von einem mentalen Zustand in einen anderen bezeichnet, der bei Menschen als erwünschte Reaktion auf kalkulierte, Widerstand umgehende oder überwindende rhetorische Handlungen eintritt. […] Aus rhetorischer Perspektive, d. h. aus Sicht des Orators ist ein persuasiver Akt geglückt, wenn der genannte mentale oder (als Konsequenz) ein verhaltensmäßiger Wechsel von Punkt A zu Punkt B beim Rezipienten evident geworden ist.“

Persuasion teleologisch, Wechsel und Bindung:

„Traditionell spricht man bei den methodischen Vorgängen des Überzeugens von Persuasion, die im Dienst zweier sozial gegenläufiger Prinzipien der Rhetorik steht. Das erste Prinzip ist die Metabolie, Veränderung oder Wechsel, das zweite Prinzip aber ist die Systase, die soziale Bindung.“

Persuasives Paradox:

„Es bezieht sich auf die Zielsetzungen. Ist die situative Persuasion auf einen Wechsel orientiert, so will die prozessuale Persuasion letztendlich das Gegenteil, nach dem Wechsel den Nichtwechsel, eine frei ausgehandelte stabile Bindung.“

Rhetorik als Prozess und das 2P-Gesetz:

„Nach der [traditionellen] Persuasionsakt-Lehre ist die Persuasion mit einer [einzigen] gelungenen punktuellen Erzeugung von Wechsel erfolgreich abgeschlossen.“ – ‚Wer jedoch langfristige Bindungen aufbauen will, der muß weitblickend die nächsten Prozeßschritte einkalkulieren.‘ – „Gelingen kann es, wenn Rücksicht auf eine sozial-kommunikative Gesetzmäßigkeit genommen wird, die ich – der Einfachheit halber – das 2P-Gesetz nennen möchte. Es besagt, daß die Aufrechterhaltung stabiler sozialer freier (!) Bindung einen persuasiven Progreß, man könnte auch sagen permanente Persuasion, zwingend erfordert.“

Orator:

„Der Orator, den man auch den strategischen Kommunikator nennen könnte, ist der archimedische Punkt der Rhetoriktheorie. In ihrem Rahmen ist er als abstrakte Größe zu sehen, als theoretisches Konstrukt, das sich analytisch aus der Untersuchung verschiedener Diskurse gewinnen und unter verschiedenen Perspektiven betrachten lässt: als kognitives Kalkül, als soziale Handlungsrolle oder als Kommunikationsfaktor und textkonstruierende Instanz.“

„Die Rhetoriktheorie versteht unter dem Orator einen Menschen, der in seinem Bewusstsein Intentionalität (kommunikative Zielvorstellungen, gerichtete Dynamik) ausprägt, sie im sozialen Handlungsraum per kommunikativer Intervention über Texte ausagiert, um sie letztendlich im Bewusstsein seiner Kommunikationspartner zu implementieren.“

Bildrhetorik-Definition:

„Die Rhetorik eines Bildes ist demnach sein zugrunde liegendes, bildstrukturell sedimentiertes, auf einen kommunikativen Effekt gerichtetes, mithin strategisches Produktionskalkül sowie sein (auf Handlungszusammenhänge bezogenes) Interaktionspotential, das sich im Text als persuasive Bedeutungsdimension darstellt.“

Basissettings:

„Die kategoriale Unterscheidung von kommunikativer Situation und Dimission bezieht sich zunächst einmal auf den praktischen Gegensatz von Anwesenheit und Abwesenheit des Orators, genauer gesagt: auf die praktische Alternative, ob sein Körper in der Kommunikation als Medium fungiert oder nicht. […] Die klassische Rhetoriktheorie ging dabei von einem Basis-Setting aus, auf das sich all ihre Überlegungen konzentrierten: die kommunikative Situation. Dabei wird vorausgesetzt, dass alle Kommunikationspartner sich in einer auf einen Ort konzentrierten Face-to-face-Beziehung befinden. Die moderne Rhetoriktheorie muss demgegenüber ein zweites Basis-Setting abstrahieren, um der Entwicklung der Kommunikationsbedingungen Rechnung zu tragen. Es handelt sich dabei um die situationsüberschreitende Kommunikation, für die sich der Begriff der Dimission anbietet. Der positive Effekt besteht bei der Dimission für den Orator darin, dass sein Text per situationsüberschreitender Distanzkommunikation mit Hilfe externer Medien (Bote, Brief, Online-Medien usw.) über Raum und Zeit hinweg gesendet werden kann, ohne dass er selbst noch bei diesem Teil des Kommunikationsprozesses als Speicher und Sender operativ tätig sein muss.“

Kode, Text, Medium, Mediensystem:

„Kodes sind die Symbol- und Zeichenvorräte einer Kommunikationsgemeinschaft, einschließlich ihres Verwendungsregelwerks.“

„[Ein Text ist] ein begrenzter und geordneter Zeichenkomplex in kommunikativer Absicht.“

„Ein Medium ist eine Einrichtung zur Speicherung und Sendung von Texten.“

„Mediensysteme sind Institutionen, die in einer Gesellschaft die technische Infrastruktur des Medieneinsatzes organisieren.“

Performanz:

„Performanz ist all das, was das Medium als Textträger mit seinem Text macht.“

## Schriften
Zu Knapes bedeutendsten Publikationen gehören zwei im Jahr 2000 bei Reclam in Stuttgart erschienenen Bände. Der eine bietet eine moderne theoretische Standortbestimmung des Faches Rhetorik unter dem Titel „Was ist Rhetorik?“, der andere eine Theorieanalyse der wichtigsten historischen Rhetorikquellen unter dem Titel „Allgemeine Rhetorik. Stationen der Theoriegeschichte“. Des Weiteren sind die aus jüngerer Zeit stammenden Bücher „Medienrhetorik“ (2005), „Poetik und Rhetorik“ (2006) und „Bildrhetorik“ (2007) zu nennen.
- ‚Historie’ in Mittelalter und früher Neuzeit. Begriffs- und gattungsgeschichtliche Untersuchungen im interdisziplinären Kontext. Baden-Baden, Koerner, 1984 (Saecvla Spiritalia 10).
- Dichtung, Recht und Freiheit. Studien zu Leben und Werk Sebastian Brants 1457–1521. Baden-Baden, Koerner, 1992 (Saecvla Spiritalia 23).
- Was ist Rhetorik? Stuttgart, Reclam, 2000.
- Allgemeine Rhetorik. Stationen der Theoriegeschichte. Stuttgart, Reclam, 20
- zus. mit B. Roll (Hrsg.): Rhetorica deutsch. Rhetorikschriften des 15. Jahrhunderts. Wiesbaden, Harrassowitz, 2002 (= Gratia 40).
- (Hrsg.): Medienrhetorik. Tübingen, Attempto, 2005.
- Poetik und Rhetorik. Wiesbaden, Harrassowitz, 2006 (= Gratia 44).
- (Hrsg.): Bildrhetorik (= Saecula Spiritalia; Bd. 45), Baden-Baden: Verlag Valentin Koerner 2007, 504 S., ISBN 978-3-87320-445-4.
- zus. mit Stefanie Luppold (Hrsg.): Friedrich Riederers ‚Spiegel der wahren Rhetorik’ (1493). Wiesbaden, Harrassowitz, 2008 (= Gratia 45).
- (mit Stefanie Luppold): Kommentar zu Friedrich Riederers Spiegel der wahren Rhetorik (= Gratia, Bd. 46). Harrassowitz, Wiesbaden 2010, ISBN 978-3-447-06120-9.
- (mit Christine Thumm): Kaspar Goldtwurms "Schemata rhetorica" 1545. Ein Figurentraktat für Prediger aus der Reformationszeit. Text und Kommentar (= Gratia, Bd. 51). Harrassowitz, Wiesbaden 2014, ISBN 978-3-447-10094-6.
- 1521. Martin Luthers rhetorischer Moment oder Die Einführung des Protests. De Gruyter, Berlin 2017, ISBN 978-3-11-054549-4.
- Autorenlexikon. Deutsche Rhetoren 1450-1700 (= Gratia, Bd. 60). Harrassowitz, Wiesbaden 2017, ISBN 978-3-447-10897-3.
- Werkeverzeichnis zu den Rhetorikdrucken Deutschlands 1450-1700 (= Gratia, Bd. 59). Harrassowitz, Wiesbaden 2017, ISBN 978-3-447-10889-8.
- Repertorium deutschsprachiger Rhetorikdrucke 1450-1700 (= Gratia, Bd. 61). Harrassowitz, Wiesbaden 2018, ISBN 978-3-447-10930-7.
- (mit Thomas Wilhelmi): Sebastian Brandt Bibliographie (= Gratia, Bd. 63). Harrassowitz, Wiesbaden 2018, ISBN 978-3-447-11152-2.
- zus. mit U. Fix, A. Gardt (Hrsg.): Rhetorik und Stilistik. 2. Bde. Berlin, New York, de Gruyter, 2008/2009 (= HSK. Handbücher zur Sprach- und Kommunikationswissenschaft).
- Die Dinge. Ihr Bild, ihr Design und ihre Rhetorik (= Gratia, Bd. 64). Harrassowitz, Wiesbaden 2019, ISBN 978-3-447-11237-6.
- Rhetorik als Komplementärethik. Georg Greflingers Ethica Complementoria 1643. Text und Untersuchung. Harrassowitz, Wiesbaden 2020, ISBN 978-3-447-11503-2.
- Freiheit. Zur Ideengeschichte und Ideenrhetorik der Renaissance als Aufbruch in die Moderne. Hiersemann, Stuttgart 2021, ISBN 978-3-7772-2134-2.
- (mit Thomas Zinsmaier): Peuerbachs Rhetorik und Poetik. Texte und Untersuchungen. Harrassowitz, Wiesbaden 2022, ISBN 978-3-447-11922-1.
- Ästhetische Idee und Heideggers Existenzialästhetik. Hiersemann, Stuttgart 2023, ISBN 978-3-7772-2321-6.